# Spider (filme de 2002)
Spider (Brasil: Spider - Desafie sua Mente ) é um filme de drama da França, Canadá e Reino Unido de 2002 baseado no livro de Patrick McGrath, dirigido por David Cronenberg.

## Resumo
Spider (Ralph Fiennes) é um sujeito estranho e solitário. Após um longo período de internamento num hospital psiquiátrico, ele regressa às ruas do East End de Londres, lugar onde cresceu.
As imagens, os sons e os odores dessas ruas começam a despertar lembranças da sua infância que há muito haviam sido esquecidas. No coração das memórias de Spider encontra-se o grande trauma da perda da sua mãe.
Ele acredita que o seu pai, o encanador Bill Cleg (Gabriel Byrne), matou a esposa para que uma prostituta tomasse o seu lugar e fosse morar em sua casa.

## Elenco
- Ralph Fiennes — Dennis "Spider" Cleg
- Miranda Richardson — Yvonne / Sra. Cleg / Sra. Wilkinson
- Gabriel Byrne — Bill Cleg
- Bradley Hall — Spider - jovem
- Lynn Redgrave — Sra. Wilkinson
- John Neville — Terrence
- Gary Reineke — Freddy
- Philip Craig — John